# Hohe Schule der NSDAP
La Escuela Avanzada del NSDAP (en alemán: Hohe Schule der NSDAP, literalmente "Escuela de Secundaria del NSDAP") fue un proyecto del ideólogo principal del Partido Nazi Alfred Rosenberg para crear una universidad nazi de élite, una especie de academia para funcionarios del partido. Se construiría un edificio monumental de la universidad central a orillas del lago Chiemsee, basado en los planos arquitectónicos de Hermann Giesler.

## Historia
El establecimiento de la universidad comenzó en 1939 con la apertura de su biblioteca central. Alfred Baumler nominó al filólogo Walter Grothe como director de la biblioteca. El 29 de enero de 1940, Rosenberg recibió una orden de Hitler para continuar el trabajo preparatorio para la apertura de la universidad:
La Hohe Schule algún día se convertirá en el centro de investigación y educación doctrinal nacionalsocialista. Se establecerá después de la guerra. Sin embargo, para acelerar el trabajo preparatorio ya iniciado, ordeno al Reichsleiter Alfred Rosenberg que continúe este trabajo preparatorio, especialmente en el campo de la investigación y el establecimiento de una biblioteca. Las oficinas del Partido y las organizaciones estatales están obligadas a apoyar su trabajo en todos los aspectos.

-Adolf Hitler, 29 de enero de 1940.
La primera facultad de la escuela, el Instituto para el Estudio de la Cuestión Judía, se abrió el 26 de marzo de 1941 en Fráncfort del Meno. El plan de Rosenberg era establecer al menos un total de once unidades de la escuela en diferentes ubicaciones. Entre ellos se encontraban el Instituto de Historia Intelectual Indo-germánica (Múnich), el Instituto de Biología y Estudios de la Raza (Stuttgart), el Instituto de Estudios Religiosos (Halle), el Instituto de Estudios Germánicos (Kiel), el Instituto de Estudios Ideológicos Coloniales (Hamburgo), el Instituto del folklore alemán (Münster y Graz), el Instituto de Investigación sobre el Este (Praga), el Instituto de Estudios Celtas (Römhild) y el Instituto para el Estudio del Germanismo y el Galicanismo (Estrasburgo).
En octubre de 1942, la Biblioteca Central de la Escuela Secundaria se mudó de Berlín a Carintia, donde partes de la biblioteca se encontraban en el castillo de Tanzenberg en Sankt Veit an der Glan, un antiguo monasterio de Olivetan.

### Saqueo de materiales
Para lograr el objetivo establecido por Hitler el 29 de enero de 1940, el Personal de Operaciones del Reichsleiter Rosenberg (en alemán: Einsatzstab Reichsleiter Rosenberg) con la ayuda de la Gestapo recorrió las bibliotecas, los archivos, las logias masónicas y las oficinas de las altas autoridades eclesiales de la Europa occidental ocupada. En busca de material relevante para la universidad. El 1 de marzo de 1942, Hitler autorizó a Rosenberg a confiscar materiales y tesoros culturales para la escuela, ya que era necesaria una "batalla espiritual sistemática" contra "judíos, francmasones y opositores afiliados al nacionalsocialismo". Se incautaron más de 500.000 volúmenes y se enviaron a la Biblioteca Central para esperar el final de la guerra y un traslado a Chiemsee.